# Zirə FK
Zirə FK (ázerbájdžánsky: Zirə Futbol Klubu) je ázerbájdžánský fotbalový klub sídlící v hlavním městě Baku. Klub byl založen v roce 2014.
Své domácí zápasy odehrává na stadionu Zirə stadionu s kapacitou 1 300 diváků.

## Umístění v jednotlivých sezonách
Zdroj: 
Legenda: Z - zápasy, V - výhry, R - remízy, P - porážky, VG - vstřelené góly, OG - obdržené góly, +/- - rozdíl skóre, B - body, červené podbarvení - sestup, zelené podbarvení - postup, fialové podbarvení - reorganizace, změna skupiny či soutěže
| Ázerbájdžán (2014 – ) |                   |        |    |    |    |   |    |    |     |    |        |
| Sezóny                | Liga              | Úroveň | Z  | V  | R  | P | VG | OG | +/- | B  | Pozice |
| 2014/15               | Birinci Divizionu | 2      | 30 | 19 | 6  | 5 | 61 | 19 | +42 | 63 | 5.     |
| 2015/16               | Premyer Liqası    | 1      | 36 | 17 | 11 | 8 | 42 | 31 | +11 | 62 | 2.     |
| 2016/17               | Premyer Liqası    | 1      |    |    |    |   |    |    |     |    |        |